# Chromatyzacja gam
Chromatyzacja gam - rozszerzanie skal diatonicznych poprzez alteracje (podwyższenie lub obniżenie o półton) poszczególnych stopni (dźwięków). Początkowo wprowadzano je między dźwiękami oddalonymi o cały ton jako dźwięki prowadzące do dominanty, medianty górnej lub dolnej; z czasem zaś dla każdego stopnia. W ten sposób powstała skala chromatyczna.